# Lammert Voos
Lammert Voos (Eenrum, 1962) is een Nederlands dichter en schrijver. In zijn werk bedient hij zich van het Gronings en Nederlands.

## Biografie
Hij debuteerde in 2008 met de dichtbundel Klaai. Daarna volgden diverse andere dichtbundels. In 2011 werd hij stadsdichter van de stad Deventer. In 2016 publiceerde hij de non-fictietitel Abdou en de anderen, waarin hij verslag deed van zijn ervaringen als vluchtelingenwerker. In 2018 verscheen de novelle Malterfoske. Deze novelle is gebaseerd op zijn moeilijke jeugd. Dit boek werd genomineerd voor de prijs Beste Groninger Boek.